# Ekonomiåret 1998

## Händelser

### Januari
- 2 januari - En undersökning i Sverige visar att fondsparandet växer explosionsartat, och varannan svensk nu sparar i aktieformer sedan formen ökat från 2 till 50 miljarder SEK under 1997. Låga räntor och de senaste årens starkt positiva börsutveckling anses ligga bakom.[1]
- 4 januari - En rapport från Folkhälsoinstitutet visar att årligen förstörs livsmedel för 4 miljarder SEK inom EU för att hålla konsumentpriserna uppe.[1]
- 29 januari - Ericssons avgående koncernchef Lars Ramqvist redovisar företagets rekordvinst för 1997 på 17,2 miljarder SEK, då mobiltelefonmarknaden expanderar. Han presenterar också sin efterträdare, 54-årige Sven-Christer Nilsson som arbetat inom Ericssonkoncernen sedan 1982.[1]

### Februari
- 1 februari - I Tyskland noteras högsta arbetslöshetstalet under efterkrigstiden, 4,8 miljoner saknade jobb under januari 1998.[1]
- 17 februari - Bo Berggren lämnar ordförandeposten i  Storakoncernen efter kritik mot förre verkställande direktören Lars-Åke Helgessons fallskärmsavtal.[1]

### Mars
- 6 mars - Statistik från RRV visar att svenskarna betalade 94 miljarder SEK i skatt under 1997, 55 % av BNP och därmed EU:s högsta skattekvot.[1]
- 14 mars - Grekland ansluter sin valuta drachme till ERM, i praktiken en devalvering med 13,8 %.[1]

### April
- 7 april - Vägverkets förre generaldirektör Per Anders Örtendahl frias av Falu tingsrätt, från åtal om grov trolöshet mot huvudman som gäller en faktura som skickats mellan dotterbolag i Vägverkets sfär.[1]
- 11 april - En domstol i USA dömer Astras förre USA-chef Lars Bildman till 21 månaders fängelse för skattebrott. Dessutom väntar ett kommande åtal för sexuella trakasserier och för att ha lurat företaget på 120 miljoner SEK.[1]
- 14 april - Sveriges finansminister Erik Åsbrink presenterar Svenska regeringens vårbudget med orden "det går bra för Sverige".[1]

### Maj
- 2 maj - EU beslutar på sitt toppmöte att införa EMU från 1 januari 1999.[1]
- 3 maj - Nederländaren Wim Duisenberg utses till chef för ECB.[1]
- 20 maj - Världens största musikbolag skapas då kanadensiska Seagramkoncernen köper nederländska musikgiganten Polygram av Philips för 81 miljarder SEK och innebär att rättigheterna till bland annat Evert Taubes grammofoninspelningar hamnar i Kanada, då flera svenska musikbolag ägs av Polygram.[1]
- 25 maj - En kartläggning från RRV visar att mellan 650 000-8000 svenskar jobbade svart under 1997, vilket gjorde att svenska samhället gick mista om nära 40 miljarder i skatteintäkter SEK.[1]

### Juni
- 2 juni - Svenska skogskoncernen Stora går samman med finländska Enso, vilket skapar Stora Enso som blir världens största pappers- och kartongtillverkare.[1]

### Juli
- 2 juli - Japans regering övertar bankväsendet och inför ett saneringsprogram där krisbanker sätts under statlig kontroll för att så småningom avvecklas.[1]
- 11 juli - Statistik i Sverige visar att de 20 största svenska börsbolagen anställer fler, men inte i Sverige, där endast 30 % av deras arbetskraft fanns, mot 54 % 20 år tidigare.[1]
- 13 juli - IMF godkänner ett lån på 22,6 miljarder US-dollar till Ryssland.[1]
- 16 juli - Ett utslag i EG-domstolen stoppar importen av märkesvaror tillverkade utanför EU och ES, vilket slår hårt mot lågprisbutiker som undvikit generalagenter, och genom att själva importera varorna kunnat sälja dem billigare till sina konsumenter.[1]
- 21 juli - IMF:s företrädare vill att alla 182 medlemsländerna skall ställa upp med mer lånepengar till Ryssland då IMF:s kassa inte längre räcker.[1]

### Augusti
- 11 augusti - I Moskva stoppas börshandeln efter ras på över 10 %. De svenska småsparare som under hösten 1997 lockades satsa pengar i Rysslandsfonderna har förlorat 80 % av det insatta kapitalet.[1]
- 14 augusti - Wallenbergbolaget SKF:s VD tvingas efter de senaste årens svaga vinstutveckling lämna sin position och ersätts av ABB:s vice VD Sune Carlsson.[1]
- 16 augusti - Schweiziska banker och judiska organisationer når en uppgörelse för kompensation av judiska tillgångar som nazisterna beslagtog under andra världskriget.[1]
- 17 augusti - Ryska rubeln faller kraftigt sedan Rysslands regering givit upp försvaret av valutan.[1]
- 24 augusti - Efter fortsatta spekulationer mot Norges valuta höjer norska centralbanken räntan och låter norska kronan flyta fritt.[1]
- 25 augusti - Apoteksbolagets VD Arne A. Björnberg får sparken då styrelsen menar att annan kompetens behövs för att leda företaget i framtiden.[1]
- 16 augusti - Medan Ryska rubeln rasar växer köerna utanför Moskvas banker och växlingskontor, där alla vill växla till US-dollar. Handeln stoppas av Rysslands centralbank under förmiddagen då rubelns värde sjunkit under tillåtna 5 % och på två veckor förlorat nästan halva sin köpkraft.[1]
- 27 augusti - Finanskrisen i Ryssland sprider sig runtom på världens börser, i såväl New York som Stockholm faller kursfallen kurserna med 4,1 %.[1]
- 31 augusti - New York-börsen faller med 6,4 % vilket innebär att hela 1998 års uppgång är utraderad.[1]

### September
- 1 september - Finansmannen Erik Penser, som stämt Nordbanken på 3,4 miljarder SEK för att han 1992 tvingades överlåta Nobel Industrier till banken, förlorar målet i Stockholms tingsrätt och tvingas betala rättegångskostnaderna på 55 miljoner SEK.[1]
- 12 september - Finanskrisen i  Ryssland gör sig alltmer synlig i vardagen, inte sedan Sovjetunionens fall har butikshyllorna gapat så tomma, och ryssarna försöker säkra matförråden inför vintern.[1]
- 17 september - Nya kursfall drabbas världens aktiebörser, främst på grund av Asienkrisen, Rysslandskrisen och krisen i Latinamerika.[1]
- 21 september - Tokyobörsen faller till sin lägsta nivå på 12 år, främst efter oron inför Japans förlustdrabbade banker.[1]
- 25 september - I Sverige hoppar Folkpartiets ekonomiske talesman Carl B. Hamilton av från Sveriges riksdag, fem dagar efter att han valts in, och återgår till jobbet som chefsekonom på Svenska Handelsbanken, vilket leder till debatt om detta är rätt mot väljarna.[1]
- 30 september - Ericssonkoncernens juridiska hemvist behålls i Stockholm, men företaget flyttar ut flera viktiga ledningsfunktioner, främst till London. Sven-Christer Nilsson kommer att ha kontor i både Sveriges och Storbritanniens huvudstäder.[1]

### Oktober
- 8 oktober - I Sverige noterar Stockholmsbörsen sitt dittills största ras under 1900-talet. Aktiekursen faller med 7,1 % och skapar panik bland småsparare.[2]
- 10 oktober - Ryssland ber EU om hjälp för att klara vintern, efter att den ryska importen sjunkit kraftigt, valutan försvagats och skörden blivit den sämsta på årtionden.[2]
- 12 oktober - I Sverige stiger Stockholmsbörsen, efter en tid av kraftig nedgång, uppåt igen. Med 10,5 % är det den största uppgången i börsens historia. Ericsson-aktien stiger med 21 % då koncernchefen Sven-Christer Nilsson presenterar bolagets nya, långsiktiga mål.[2]
- 26 oktober - Sveriges socialminister Anders Sundström lämnar Sveriges regering och flyttar hem till Piteå för att bli VD i Pitedalens sparbank.[2]

### November
- 9 november - En rapport från FN:s konferens om handel och utveckling visar att en fusionsvåg i världen gör att multinationella företag växer sig större och blir mer internationellt förgrenade. Utvecklingen ställer nya och fler krav på underleverantörerna.[2]
- 17 november - Sveriges vice statsminister Lena Hjelm-Wallén inviger en ny burkfabrik utanför Moskva, byggd av svenska PLM.[2]
- 20 november - Lars Berg slutar som VD för Telia för att i stället bli chef för tyska industrikoncernen Mannesmanns telekommunikationsenhet.[2]
- 25 november - Sveriges riksdag beslutar att låta Sveriges riksbank i fortsättningen ensam få bestämma om Sveriges penningpolitik.[2]
- 30 november - Amerikanska biltillverkarna Ford och General Motors samarbetade nära med Tyskland under andra världskriget visar dokument som advokater i USA sammanställt på uppdrag av tidigare krigsfångar.[2]

### December
- 8 december - Svenska färjerederiet Stena Line varslar 800 anställda om uppsägning då EU under halvårsskiftet 1999 planerar stoppa taxfreeförsäljningen under resor mellan medlemsländerna.[2]
- 10 december - Sveriges regering utser centerpartisten Per-Ola Eriksson till ny generaldirektör för Nutek.[2]
- 11 december - Efter flera års förhandlingar släpper ett EES-liknande avtal in Schweiz på EU:s inre marknad.[2]
- 15 december - SJ förlorar pendeltågstrafiken i Storstockholm till småländska BK Tåg samt ett brittiskt och ett franskt trafikbolag. Avtalet gäller en femårsperiod, och kan förlängas.[2]

### Okänt datum
- Hennes & Mauritz startar sin internetförsäljning.

## Bildade företag
- Citigroup, amerikanskt finansbolag.
- Daimler AG, tysk fordonstillverkare.
- Google, amerikanskt internetföretag.

## Uppköp
- 20 januari - SAS köper Finnairs tidigare partner "Air Botnia" och tar upp konkurrensen inom finländskt inrikesflyg.[1]
- 31 mars - Bonnierkoncernen beslutar köpa ut tidningskoncernen Marieberg från börsen för att bli ensam ägare till bland andra DN, Sydsvenska Dagbladet och Expressen, vilket samlar alla Bonniers medieaktiviteter i samma bolag, med Bengt Braun som VD.[1]
- 7 maj - USA:s tredje största bilföretag Chrysler går samman med tyska biljätten Daimler AG i världens största industriella fusion. Den nya koncernen får över en halv miljon anställda.[1]
- 29 november - Världens största bank skapas då tyska Deutsche Bank köper amerikanska Bankers Trust för motsvarande 82 miljarder SEK.[2]
- 1 december - Två amerikanska oljejättar förenas då Exxon köper konkurrenten Mobil för motsvarande 610  miljarder SEK i vad som beskrivs som världens dittills största företagsaffär.[2]
- 9 december - Svenska läkemedelsföretaget Astra går samman med brittiska Zeneca med gemensamt säte i London. Astras forskning blir kvar i Södertälje.[2]
- 31 december - Brittiska oljebolaget BP köper amerikanska Amoco, vilket leder till bildandet av Storbritanniens största företag och världens tredje största oljebolag.[2]

## Konkurser
- 28 december - IT-företaget Prosolvia, som beskrevs som en "komet" under 1998 på Stockholmsbörsen, begärs i konkurs efter överbemanning och orealistiska säljförväntningar.[2]

## Priser och utmärkelser
- Sveriges Riksbanks pris i ekonomisk vetenskap till Alfred Nobels minne – Amartya Sen

## Avlidna
- 26 februari – Theodore Schultz, 95, amerikansk ekonom och Nobelpristagare.

### Fotnoter
1. 1 2 3 4 5 6 7 8 9 10 11 12 13 14 15 16 17 18 19 20 21 22 23 24 25 26 27 28 29 30 31 32 33 34 35 36 37 38   När Var Hur 1999. Forum
2. 1 2 3 4 5 6 7 8 9 10 11 12 13 14 15 16 17 18   När Var Hur 2000. Forum